# Desa Kuta (administrativ by i Indonesien, Jawa Tengah, lat -7,01, long 109,37)
Desa Kuta är en administrativ by i Indonesien.   Den ligger i provinsen Jawa Tengah, i den västra delen av landet, 290 km öster om huvudstaden Jakarta.